# Kujataa
Kujataa is een subarctisch landbouwlandschap in de zuidelijke regio van Groenland. Het is het eerste bekende voorbeeld van landbouw in het Noordpoolgebied, en het oudste bewijs van de verspreiding van de Oudnoordse cultuur buiten Europa. De unieke combinatie van landbouw en jacht op zeezoogdieren die in de regio plaatsvond van de 10e tot en met de 15e eeuw en van de 18e eeuw tot nu, was de reden dat de regio in 2017 op de Werelderfgoedlijst van UNESCO werd geplaatst.

## Beschrijving
Kujataa strekt zich uit van Nunap Isua in het zuiden tot het eiland Nunarsuit, ongeveer 250 km naar het noorden. Het werelderfgoed bestaat uit 5 onderdelen, die zich allemaal in deze regio bevinden:
- Qassiarsuk: bevat Brattahlíð, het landgoed van Erik de Rode en (mogelijk) de eerste kerk in Amerika
- Igaliku: bevat Garðar, de zetel van het bisdom in Groenland, en tevens de locatie van de eerste moderne Inuit-boerderij in Groenland
- Sissarluttoq: bevat een bijzonder groot Noors landhuis, met de overblijfselen van meer dan 40 bouwwerken
- Tasikuluulik (Vatnahverfi): hier bevindt zich de langste plattelandsweg van Groenland, die meerdere Inuit-schapenboerderijen met elkaar verbindt
- Qaqortukulooq (Hvalsey): bevat 11 Noorse en 2 Thule-locaties, waaronder de best bewaarde Noorse ruïne in Groenland en de locatie van de laatste geregistreerde vermelding van Europeanen in Groenland in 1408

## Geschiedenis
De vroegst bekende archeologische overblijfselen van Kujataa dateren uit het 3e millennium v.Chr., beginnend met de Arctische kleine werktuigtraditie en voortgezet met de Saqqaq- en Dorset-culturen, voordat deze verdwenen uit het zuiden van Groenland. In de 10e eeuw begonnen de Noormannen onder leiding van Erik de Rode in het zuiden van Groenland aan te komen. Toen ze in de regio Kujataa diepe fjorden vonden die geschikt waren voor landbouw, vestigden ze er snel kleine nederzettingen, die ze de naam Eystribyggð (Oostelijke Nederzetting) gaven. De Noorse landbouwpraktijken op Groenland verschilden echter van die elders, doordat er meer nadruk werd gelegd op de jacht dan op de graanproductie (mogelijk vanwege de overvloed aan walrussen en zeehonden in de regio) en er geiten werden gefokt in plaats van schapen. Er werden ook irrigatiesystemen gebouwd om het vee te voeden, waarvan sommige nog steeds de enige overgebleven middeleeuwse irrigatiesystemen in de Noord-Atlantische Oceaan zijn. 
Op het hoogtepunt in de 13e eeuw had Eystribyggð een eigen bisschop en telde het 200-300 boerderijen. In die tijd migreerden de Thule-mensen naar Groenland en kwamen in contact met de Noorse kolonisten. Deze periode van coëxistentie kan wel 250 jaar hebben geduurd. In de 15e eeuw waren de Noorse dorpen in Kujataa verdwenen en de daaropvolgende eeuwen waren er weinig tekenen van landbouw op Groenland, totdat in de jaren 1780 een Inuit-vrouw, Tuperna, en haar Noorse echtgenoot, Anders Olsen, een boerderij begonnen bij de voormalige middeleeuwse bisschopsresidentie in Igaliku. Sindsdien wordt dit gebied voortdurend bebouwd.